# اتری (ابروتسو)
اتری (ابروتسو) (به ایتالیایی: Atri, Abruzzo) یک کومونه در ایتالیا است که در استان تیرامو واقع شده‌است.

## خصوصیات
اتری ۹۲٫۲۹ کیلومترمربع مساحت و ۱۱٬۲۳۹ نفر جمعیت دارد و ۴۴۲ متر بالاتر از سطح دریا واقع شده‌است.

## خواهرخوانده
شهرهای کونورسانو و ناردو خواهرخوانده‌های اتری (ابروتسو) هستند.